# Список заслужених тренерів України (легка атлетика)
Цей список включає українських тренерів з легкої атлетики, яким було присвоєно спортивне звання «Заслужений тренер України», починаючи з 1992.

## Список
Прізвища тренерів розподілені за роками присвоєння звання.

### 1992
- Трофименко Георгій Іванович[1]

### 1993
- Іванець Володимир Костянтинович[2]

### 1996
- Бойко Анатолій Григорович[3]
- Журавльов Володимир Костянтинович[4]

### 1997
- Балясников Володимир Матвійович[5]
- Горбаченко Юрій Семенович[6]
- Карсак Євген Валеріанович[7]
- Каруца Жорж Андрійович[8]

### 2008
- Гоняк Володимир Михайлович[9]

### 2012
- Лебедюк Валерій Іванович[10]

### 2014
- Попеляєв Андрій Володимирович[11]

### 2015
- Григоренко Олександр Федорович[12]

### 2018
- Богоносюк Микола Васильович[13]
- Касьянов Сергій Олексійович[14]
- Лонський Ігор Віталійович[15]
- Романчук Сергій Іванович[16]
- Степанова Тетяна Володимирівна[17]

### 2019
- Черкашин Роман Євгенович[18]

### ???
- Авілов Віктор Олександрович[19]
- Антонець Володимир Дмитрович
- Апанович Любов Дмитрівна
- Атаманов Володимир Дмитрович
- Бардаков Павло Олексійович
- Басенко Сергій Валерійович
- Батрух Микола Павлович
- Білязе Олександр Олексійович
- Бодрова Надія Дмитрівна
- Бондаренко Віктор Васильович
- Будков Сергій Олександрович[20]
- Вегнер Олег Іванович
- Вегнер Олена Анатоліївна
- Воловик Володимир Іванович
- Голубничий Володимир Степанович
- Гудим Микола Павлович
- Гуділін Володимир Миколайович
- Гурневич Микола Васильович
- Донськой Семен Абрамович
- Зайцев Геннадій Михайлович[21]
- Зуєв Геннадій Володимирович
- Кацман Володимир Якович
- Кончиц Анатолій Леонідович
- Корецький Віталій Михайлович
- Кузьміна Любов Іванівна
- Лебедєв Костянтин Леонідович
- Леоненко Іван Федорович
- Лис Віктор Мілентійович
- Мальцев Микола Павлович
- Мельниченко Микола Васильович
- Нечипорець Ярослав Йосипович
- Операйло Сергій Ілліч
- Орнанджі Анатолій Іванович
- Отрубянніков Рувим Якович[22]
- Охріменко Володимир Іванович
- Паламарчук Іван Андрійович
- Перегінець Михайло Іванович
- Пташніков Євген Миколайович
- Рикалов Юрій Володимирович
- Рурак Костянтин Михайлович
- Рурак Михайло Іванович
- Сазонова Віра Ігнатівна
- Сіренко Леонід Васильович
- Скирда Ігор Володимирович
- Смєлаш Леонід Йосипович
- Сташків Михайло Володимирович
- Стороженко Михайло Михайлович
- Тищук Денис Ілліч[23]
- Тумасов Юрій Микитович
- Федір Броніслав Іванович
- Федоренко Віра Андріївна
- Цасюк Юрій Федорович
- Чевгун Петро Дмитрович
- Чередниченко Валерій Євгенович
- Шарій Іван Григорович
- Шульга Валерій Миколайович
- Юшко Броніслав Миколайович
- Яковлєв Борис Олександрович
- Яловик Володимир Трохимович
- Яремчук Дмитро Михайлович